# エイミーの選択
「エイミーの選択」（エイミーのせんたく、原題: "Amy's Choice"）は、イギリスのSFドラマ『ドクター・フー』の第5シリーズ第7話。2010年5月15日に BBC One で初放送され、脚本はシチュエーション・コメディの脚本家サイモン・ニー、監督はキャサリン・モースヘッドが担当した。
本作ではタイムトラベラーの異星人11代目ドクター（演:マット・スミス）と彼の人間のコンパニオンのエイミー・ポンド（演:カレン・ギラン）とローリー・ウィリアムズ（演:アーサー・ダーヴィル）が謎めいたドリーム・ロード（演:トビー・ジョーンズ）の仕掛けた罠に捕らわれる。そこで3人は眠りに落ちて別の現実で目を覚ますことを繰り返してしまう。1つの世界ではエイミーとローリーは幸せな結婚生活を送っていたが、エイリアンの擬態した高齢者たちに追われるところとなる。もう1つの世界では彼らはターディスに乗っていたが、冷たく燃える恒星に接近して極度の低温に晒される。彼らはどちらの世界が現実かを見極め、夢の世界の中で真で現実世界に帰還し罠を脱出しなくてはならない。エピソードの結末では、ドリーム・ロードの正体がドクターの闇と自己嫌悪の化身であることが明かされた。
脚本家ニーは、ドクターおよびローリーに対するエイミーの関係を追求して試すために本作を執筆した。製作総指揮スティーヴン・モファットはコメディ脚本家を職業とするニーに、分岐した夢をコンセプトとするエピソードを作ることを提案すると共に本作用のモンスターを作ることを促し、彼の脚本や高齢者ホームの夢に影響した。エイミーとローリーの村での夢のシーンはウェールズのスケンフリスで撮影され、CGとセットも使用された。「エイミーの選択」は BBC One と BBC HD で755万人の視聴者を獲得し、批評家のレビューは一般に複雑であった。最も肯定的なレビューでは本作のシュールさが称賛されて第5シリーズで最もインパクトのある作品であると勧められた一方、他の批評家たちには本作のホラーやモンスターに満足できないと感じた者もいた。

## 連続性
ドリーム・ロードはドクターに対し "The Oncoming Storm"（日本語版では「嵐を呼ぶ男」）と嫌味を言った。この称号はドクターの宿敵ダーレクが作ったもので、7代目ドクターの小説 Love and War で初登場し、後に第1シリーズ「わかれ道」でテレビにも登場した（なお、当時の日本語版では「迫り来る嵐」だった）。また、ドリーム・ロードはドクターに肉屋で "You're probably a vegetarian!" と言い、彼を "veggie" と呼んだ。これは The Two Doctors（1985年）で6代目ドクターが彼とコンパニオンのペリがベジタリアンの食事を摂ることを宣言したことを反映している。さらに、ドリーム・ロードはドクターとエリザベス1世の関係をからかった。これはエリザベス1世が10代目ドクターの首を斬首刑に処そうとした第3シリーズ「言葉の魔術師」に端を発するもので、「時の終わり」では2人が結婚した可能性が暗示された。2人の結婚は3年後の「ドクターの日」で描かれた。

## 製作

### 脚本
「エイミーの選択」はシチュエーション・コメディ作品『Men Behaving Badly』も脚本で知られるサイモン・ニーが執筆した。ニーは以前のエピソードの読み合わせに出席してドクターとエイミーのキャラクターと声を掴んだ。ニーはコメディからSFへの転向において自制することを認めたが、本作については「楽しい」「大きく開放的」と述べた。製作総指揮のスティーヴン・モファットは元々、ドクターとエイミーの関係に挑戦するストーリー・アークに合うエピソードという前提をニーに与えた。ローリーの死のシーンは本質的にエイミーが彼へ抱いていた感情に気付く場面である、とニーは主張している。エイミーが真にローリーを愛していること、ローリーが決して虚無のボーイフレンドや婚約者でないことを、彼は証明したかった。
モファットは分岐する夢というアイディアをニーに提案したが、ニーは自身の見た夢にも影響されており、それらが現実ではないだろうかと考えることもしばしばあった。彼は『ドクター・フー』において夢が他の代替宇宙と矛盾しないことを確信した。また、モファットはモンスターを考案するようにニーに指示を出し、彼はエクノディンに憑りつかれた高齢者を選んだ。エクノディンのアイディアは彼が幼少期に高齢者を怖がっていた過去を反映したものであるが、子どもたちが彼らの祖父母を怖がるようになることはしないと明らかにしていた。

### 撮影と効果
「エイミーの選択」は第5シリーズで最後に撮影されたエピソードであり、放送の週に編集が完了した。本作の台本の読み合わせは第11話「下宿人」と共に2010年2月17日に Upper Boat Studios で行われ、第5シリーズ最後の2回の読み合わせとなった。架空の町アッパー・レドワースを舞台とする夢のシーンはウェールズのスケンフリスで撮影された。
カレン・ギランはエイミーの妊娠している描写ではラテックスの器具を腹部に取り付けて撮影に臨んだ。器具のおかげで彼女はより大人びた感覚を抱くと共におどけた演技ができるようになったと主張し、第5シリーズの撮影で気に入っていると述べた。アーサー・ダーヴィルは、より男らしく見える髪形とポニーテールのついた成長したローリー用のかつらを着用した。エクノディンはCGIであり、当該シーンでは演者たちがシンプルに口を開いて撮影した。ローリーがエクノディンに寄生されたミセス・ハミルを板で殴るシーンは、最初にジョーン・リンダーとダーヴィルで撮影された後、殴られる事を許可されたリンダーのスタント俳優とで再撮影された。板の道具は1つしかなく、ダーヴィルが偶然破壊してしまう前に板を必要とする全てのシーンの撮影が幸運にも完了していた。

### キャスティング
本作でミスター・ナインビー役を演じたニック・ホブスは以前に3代目ドクター（演:ジョン・パートウィー）の The Curse of Peladon と The Monster of Peladon でアグドー (Aggedor) 役を演じていた。また、彼は4代目ドクター（演:トム・ベイカー）時代の The Claws of Axos でトラック運転手を演じ、「宇宙の箱舟」で地球外生命体ワーンの模型を操作していた。

## 放送と反応
イギリスでは「エイミーの選択」はBBC One にて2010年5月15日の午後6時25分から7時10分まで放送された。アメリカ合衆国では姉妹局であるBBCアメリカで2010年6月5日に放送された。イギリスでは当夜の視聴者数は620万人に達し、BBC One で590万人、BBC HD では30万人を記録した。これらの推定値に基づくと、視聴者数は前話「ヴェネチアの吸血鬼」と同程度であった。最終的値では BBC One の視聴者数が706万3000人（その週で第6位）、BBC HD で48万5000人（その週で第1位）に上り、合計で755人を記録した。Appreciation Index は84であった。
日本では2015年6月25日の午後10時からAXNミステリーで字幕版が放送され、午後11時からは続けて次話「ハングリー・アース」が放送された。
「エイミーの選択」はリージョン2のDVDとブルーデイ・ディスクが「ハングリー・アース」や「冷血」と共に2010年8月2日に発売された。2010年11月8日には、完全版第5シリーズDVDセットの一部として再発売された。日本語版DVDは2014年10月3日に『ドクター・フー ニュー・ジェネレーション DVD-BOX 1』に同梱されて発売された。

### 批評家の反応
「エイミーの選択」の批評家からのレビューは一般に賛否両論であった。デイリー・テレグラフのギャヴィン・フラーは本作に肯定的で、「おそらく今年最も強力で全てに亘る台本」「良い台詞に溢れている」とコメントした。彼は「高齢者に寄生して彼らを猟奇的に変えるエイリアンのコンセプトは軽妙に現実的で、彼らが家事やガーデニングの道具を持ってエイミーとローリーのコテージを包囲する様は特に異様だった」と述べてレビューを続け、「『ドクター・フー』でしか見られない物語の1つで、この番組が天才的な思考の挑戦やスリルのある興味深いドラマを提供できることをもう一度示してくれた」と締め括った。
IGNのマット・ウェールズは10点満点中8.5点と評価し、「シュールで、素晴らしく、興味をそそられる、機知と感情に富み、そして時に不安にさせる」と表現した。後述するマーティンと違い、彼は本作が「ペースだけでも十分に印象的である」「活発で爽やかな45分のエピソードになっていた」と述べた。しかし、彼は結末については「あっという間に終わってしまった」とコメントし、アッパー・レドワースも信じがたいという批判を残した。The A.V. Club のケイス・フィップスは本作をBと評価し、「『ドクター・フー』の一般に素晴らしいシーズンになっていて、しっかりとした入場だ」と主張した。彼はドリーム・ロード役のトビー・ジョーンズの演技を称賛し、「少ない出番で、彼は『スタートレック』のQのコピーキャット版だが、ジョーンズはその役を自分のものにしてみせた」と論じた。しかし、彼は本作のペースが欠点だったと考えたほか、「高齢者ホームの悪者たちは最終的にただの高齢者のように見えるし、同じ古いゾンビほど怖ろしくない」と批判した。
ガーディアン紙のダニエル・マーティンは「少なくとも部分的には成功だった」と本作を表現した。彼はカレン・ギランの演技を称賛して「彼女は気の利いたセリフやフィジカル・コメディ以上のことができる。視聴者の目にも何かもたらしてくれる」とコメントしたが、本作には通常『ドクター・フー』で見られるアイディアやストーリーラインが欠けていると彼は考え、シチュエーション・コメディ的な会話を批判した。ラジオ・タイムズ紙のパトリック・マルケーンは「明らかにつまらない」と評価し、本作を「『The Sarah Jane Adventures』のさらに残念だったエピソード」になぞらえ、特に高齢者を悪魔に似せたことを嫌った。しかし彼はもう一度視聴した上で、以前の不満は残ったままだとしたものの、マレイ・ゴールドのBGMが控えめになっていること、台本の綿密な構造と面白い台詞、そしてドクターが愛し合うカップルと旅をしているという初めての気付きを褒めた。
SFXのジョーダン・ファーレイは本作を5つ星中で星3つと評価し、「ユーモアと不吉な悪夢の正しいバランスが取れていない」「カメラのアングルが奇妙で映像が平べったい」と批判した。彼は本作の展開全てが幻覚だったと判明したことを喜ばなかったほか、ローリーの死や他のホラーの例が予想通りで全く衝撃的でなかったと主張した。しかし、彼は眠りに落ちまいとするドクターを演じたスミスのフォームを「明らかに良い」と称賛した。また、ギランとダーヴィルについては「急速に『ドクター・フー』史上最も好ましいカップルになりつつある」と考え、ジョーンズについては完全にはドクターの暗黒面らしくなかったにも拘わらず見ていて楽しいと述べた。